# Liste der Nummer-eins-Hits in Griechenland (2023)
Diese Liste der Nummer-eins-Hits in Griechenland von 2023 basiert auf den offiziellen Top 75 Albums Sales Chart und der offiziellen Top 20 Airplay Chart der IFPI Griechenland. 

## Singles
| ← 2022 ← | Liste der Nummer-eins-Hits in Griechenland (Airplay) | Liste der Nummer-eins-Hits in Griechenland (Airplay) | Liste der Nummer-eins-Hits in Griechenland (Airplay)                                       | 2024 →                    |
| \| Zeitraum \| Wo. ges. \| Interpret \| Titel Autor(en) \| Zusätzliche Informationen \| \| (Zeitraum, Wochen auf Platz eins, Interpret, Titel, Autor[en], zusätzliche Informationen) \| \| \| \| \| \| ----------------------------------------------------------------------------------------- \| -------- \| ------------------------------------------- \| ------------------------------------------------------------------------------------------ \| ------------------------- \| \| 52. Woche 2022 – 2. Woche 2023 3 Wochen \| 3 \| Γιώργος Σαμπάνης / Giorgos Sabanis \| Ποιος τυχερός / Poios ticheros Eleni Giannatsoulia, Giorgos Sabanis \| – \| \| 3.–4. Woche 2 Wochen (insgesamt 3) \| 3 \| Νίκος Οικονομόπουλος / Nikos Oikonomopoulos \| Πρέπει Δεν πρέπει / Prepei den prepei Musik: Christos Santikai; Text: Grigoris Vaxavanelis \| – \| \| 5.–6. Woche 2 Wochen (insgesamt 4) \| 4 \| Μέλισσες / Melisses \| Κραγιόν / Crayon Christos Mastoras, Thanos Laitsas, Costas Mavrogennis \| – \| \| 7. Woche 1 Woche (insgesamt 7) \| 7 \| Miley Cyrus \| Flowers Miley Ray Cyrus, Michael Ross Pollack, Gregory Aldae Hein \| – \| \| 8.–9. Woche 2 Wochen (insgesamt 4) \| 4 \| Μέλισσες / Melisses \| Κραγιόν / Crayon Christos Mastoras, Thanos Laitsas, Costas Mavrogennis \| – \| \| 10.–11. Woche 2 Wochen (insgesamt 7) \| 7 \| Miley Cyrus \| Flowers Miley Ray Cyrus, Michael Ross Pollack, Gregory Aldae Hein \| – \| \| 12. Woche 1 Woche \| 1 \| Αναστασία / Anastasia \| Μυστικό / Mystiko Giorgos Kalogerakos \| – \| \| 13.–16. Woche 4 Wochen (insgesamt 7) \| 7 \| Miley Cyrus \| Flowers Miley Ray Cyrus, Michael Ross Pollack, Gregory Aldae Hein \| – \| \| 17. Woche 1 Woche \| 1 \| Γιώργος Μαζωνάκης / Giorgos Mazonakis \| Πνίγομαι (Δεν Πνίγομαι) / Pnigomai (den pnigomai) Eleni Giannatsoulia, Giorgos Sabanis \| – \| \| 18.–24. Woche 7 Wochen (insgesamt 16) \| 16 \| Κωνσταντίνος Αργυρός / Konstantinos Argyros \| Ελπίδα / Elpida Lemonis Skopelitis \| – \| \| 25.–26. Woche 2 Wochen (insgesamt 11) \| 11 \| Μέλισσες / Melisses \| 30–40 Christos Mastoras, Thanos Laitsas, Costas Mavrogennis \| – \| \| 27.–33. Woche 7 Wochen (insgesamt 16) \| 16 \| Κωνσταντίνος Αργυρός / Konstantinos Argyros \| Ελπίδα / Elpida Lemonis Skopelitis \| – \| \| 34. Woche 1 Woche (insgesamt 11) \| 11 \| Μέλισσες / Melisses \| 30–40 Christos Mastoras, Thanos Laitsas, Costas Mavrogennis \| – \| \| 35. Woche 1 Woche (insgesamt 16) \| 16 \| Κωνσταντίνος Αργυρός / Konstantinos Argyros \| Ελπίδα / Elpida Lemonis Skopelitis \| – \| \| 36.–42. Woche 7 Wochen (insgesamt 11) \| 11 \| Μέλισσες / Melisses \| 30–40 Christos Mastoras, Thanos Laitsas, Costas Mavrogennis \| – \| \| 43. Woche 1 Woche \| 1 \| Αναστασία / Anastasia \| Σημάδι / Simadi Giorgos Kalogerakos \| – \| \| 44. Woche 1 Woche (insgesamt 11) \| 11 \| Μέλισσες / Melisses \| 30–40 Christos Mastoras, Thanos Laitsas, Costas Mavrogennis \| – \| \| 45. Woche 1 Woche (insgesamt 16) \| 16 \| Κωνσταντίνος Αργυρός / Konstantinos Argyros \| Ελπίδα / Elpida Lemonis Skopelitis \| – \| \| 46.–49. Woche 4 Wochen \| 4 \| Γιώργος Σαμπάνης / Giorgos Sabanis \| Άλλη μια αγάπη / Alli mia agapi Giorgos Sabanis, Nikos Moraitis \| – \| \| 50. Woche 1 Woche \| 1 \| Αντώνης Ρέμος / Antonis Remos \| Χίλια Σπίρτα / Xilia spirta Giorgos Sabanis, Nikos Moraitis \| – \| \| 51. Woche 2023 – 6. Woche 2024 8 Wochen (insgesamt 15) \| 15 \| Νίκος Οικονομόπουλος / Nikos Oikonomopoulos \| Έκπτωτος άγγελος / Ekptotos aggelos Nikos Gritsis, Giorgos Sabanis \| – \| |                                                      |                                                      |                                                                                            |                           |
| ← 2022 |                                                      |                                                      |                                                                                            | → 2024 →                  |
| Zeitraum | Wo. ges.                                             | Interpret                                            | Titel Autor(en)                                                                            | Zusätzliche Informationen |
| (Zeitraum, Wochen auf Platz eins, Interpret, Titel, Autor[en], zusätzliche Informationen) |                                                      |                                                      |                                                                                            |                           |
| 52. Woche 2022 – 2. Woche 2023 3 Wochen | 3                                                    | Γιώργος Σαμπάνης / Giorgos Sabanis                   | Ποιος τυχερός / Poios ticheros Eleni Giannatsoulia, Giorgos Sabanis                        | –                         |
| 3.–4. Woche 2 Wochen (insgesamt 3) | 3                                                    | Νίκος Οικονομόπουλος / Nikos Oikonomopoulos          | Πρέπει Δεν πρέπει / Prepei den prepei Musik: Christos Santikai; Text: Grigoris Vaxavanelis | –                         |
| 5.–6. Woche 2 Wochen (insgesamt 4) | 4                                                    | Μέλισσες / Melisses                                  | Κραγιόν / Crayon Christos Mastoras, Thanos Laitsas, Costas Mavrogennis                     | –                         |
| 7. Woche 1 Woche (insgesamt 7) | 7                                                    | Miley Cyrus                                          | Flowers Miley Ray Cyrus, Michael Ross Pollack, Gregory Aldae Hein                          | –                         |
| 8.–9. Woche 2 Wochen (insgesamt 4) | 4                                                    | Μέλισσες / Melisses                                  | Κραγιόν / Crayon Christos Mastoras, Thanos Laitsas, Costas Mavrogennis                     | –                         |
| 10.–11. Woche 2 Wochen (insgesamt 7) | 7                                                    | Miley Cyrus                                          | Flowers Miley Ray Cyrus, Michael Ross Pollack, Gregory Aldae Hein                          | –                         |
| 12. Woche 1 Woche | 1                                                    | Αναστασία / Anastasia                                | Μυστικό / Mystiko Giorgos Kalogerakos                                                      | –                         |
| 13.–16. Woche 4 Wochen (insgesamt 7) | 7                                                    | Miley Cyrus                                          | Flowers Miley Ray Cyrus, Michael Ross Pollack, Gregory Aldae Hein                          | –                         |
| 17. Woche 1 Woche | 1                                                    | Γιώργος Μαζωνάκης / Giorgos Mazonakis                | Πνίγομαι (Δεν Πνίγομαι) / Pnigomai (den pnigomai) Eleni Giannatsoulia, Giorgos Sabanis     | –                         |
| 18.–24. Woche 7 Wochen (insgesamt 16) | 16                                                   | Κωνσταντίνος Αργυρός / Konstantinos Argyros          | Ελπίδα / Elpida Lemonis Skopelitis                                                         | –                         |
| 25.–26. Woche 2 Wochen (insgesamt 11) | 11                                                   | Μέλισσες / Melisses                                  | 30–40 Christos Mastoras, Thanos Laitsas, Costas Mavrogennis                                | –                         |
| 27.–33. Woche 7 Wochen (insgesamt 16) | 16                                                   | Κωνσταντίνος Αργυρός / Konstantinos Argyros          | Ελπίδα / Elpida Lemonis Skopelitis                                                         | –                         |
| 34. Woche 1 Woche (insgesamt 11) | 11                                                   | Μέλισσες / Melisses                                  | 30–40 Christos Mastoras, Thanos Laitsas, Costas Mavrogennis                                | –                         |
| 35. Woche 1 Woche (insgesamt 16) | 16                                                   | Κωνσταντίνος Αργυρός / Konstantinos Argyros          | Ελπίδα / Elpida Lemonis Skopelitis                                                         | –                         |
| 36.–42. Woche 7 Wochen (insgesamt 11) | 11                                                   | Μέλισσες / Melisses                                  | 30–40 Christos Mastoras, Thanos Laitsas, Costas Mavrogennis                                | –                         |
| 43. Woche 1 Woche | 1                                                    | Αναστασία / Anastasia                                | Σημάδι / Simadi Giorgos Kalogerakos                                                        | –                         |
| 44. Woche 1 Woche (insgesamt 11) | 11                                                   | Μέλισσες / Melisses                                  | 30–40 Christos Mastoras, Thanos Laitsas, Costas Mavrogennis                                | –                         |
| 45. Woche 1 Woche (insgesamt 16) | 16                                                   | Κωνσταντίνος Αργυρός / Konstantinos Argyros          | Ελπίδα / Elpida Lemonis Skopelitis                                                         | –                         |
| 46.–49. Woche 4 Wochen | 4                                                    | Γιώργος Σαμπάνης / Giorgos Sabanis                   | Άλλη μια αγάπη / Alli mia agapi Giorgos Sabanis, Nikos Moraitis                            | –                         |
| 50. Woche 1 Woche | 1                                                    | Αντώνης Ρέμος / Antonis Remos                        | Χίλια Σπίρτα / Xilia spirta Giorgos Sabanis, Nikos Moraitis                                | –                         |
| 51. Woche 2023 – 6. Woche 2024 8 Wochen (insgesamt 15) | 15                                                   | Νίκος Οικονομόπουλος / Nikos Oikonomopoulos          | Έκπτωτος άγγελος / Ekptotos aggelos Nikos Gritsis, Giorgos Sabanis                         | –                         |

## Alben
| ← 2022 ← | Liste der Nummer-eins-Hits in Griechenland | Liste der Nummer-eins-Hits in Griechenland | Liste der Nummer-eins-Hits in Griechenland          | 2024 →                    |
| \| Zeitraum \| Wo. ges. \| Interpret \| Titel \| Zusätzliche Informationen \| \| (Zeitraum, Wochen auf Platz eins, Interpret, Titel, zusätzliche Informationen) \| \| \| \| \| \| ------------------------------------------------------------------------------ \| -------- \| ----------------------------------- \| --------------------------------------------------- \| ------------------------- \| \| 51. Woche 2022 – 1. Woche 2023 3 Wochen \| 3 \| Michael Jackson \| Thriller (25th Anniversary Edition) \| – \| \| 2. Woche 1 Woche (insgesamt 6) \| 6 \| Taylor Swift \| Midnights \| – \| \| 3. Woche 1 Woche \| 1 \| Eagles \| Their Greatest Hits 1971–1975 \| – \| \| 4.–5. Woche 2 Wochen \| 2 \| Måneskin \| Rush! \| – \| \| 6.–8. Woche 3 Wochen (insgesamt 6) \| 6 \| Taylor Swift \| Midnights \| – \| \| 9.–11. Woche 3 Wochen \| 3 \| Kendrick Lamar \| Damn \| – \| \| 12.–13. Woche 2 Wochen \| 2 \| Nas \| Illmatic \| – \| \| 14.–15. Woche 2 Wochen \| 2 \| Lana Del Rey \| Did You Know That There’s a Tunnel Under Ocean Blvd \| – \| \| 16.–18. Woche 3 Wochen \| 3 \| Metallica \| 72 Seasons \| – \| \| 19.–20. Woche 2 Wochen \| 2 \| Jimin \| Face \| – \| \| 21. Woche 1 Woche \| 1 \| Taylor Swift \| Reputation \| – \| \| 22.–23. Woche 2 Wochen \| 2 \| Stray Kids \| 5-Star \| – \| \| 24.–26. Woche 3 Wochen (insgesamt 4) \| 4 \| Taylor Swift \| 1989 \| – \| \| 27.–28. Woche 2 Wochen \| 2 \| Stevie Ray Vaughan & Double Trouble \| Texas Flood \| – \| \| 29. Woche 1 Woche (insgesamt 4) \| 4 \| Taylor Swift \| Speak Now \| – \| \| 30. Woche 1 Woche (insgesamt 2) \| 2 \| Wu-Tang Clan \| Enter the Wu-Tang (36 Chambers) \| – \| \| Von Woche 31 bis 34 wurden keine Albumcharts veröffentlicht. \| \| \| \| \| \| \| \| \| \| \| \| 35.–36. Woche 2 Wochen \| 2 \| Τρύπες / Tripes \| Μέσα στη νύχτα των άλλων / Mesa sti nyxta ton allon \| – \| \| 37.–39. Woche 3 Wochen (insgesamt 4) \| 4 \| Taylor Swift \| Speak Now \| – \| \| 40. Woche 1 Woche \| 1 \| Earl Sweatshirt \| Some Rap Songs \| – \| \| 41. Woche 1 Woche (insgesamt 2) \| 2 \| Wu-Tang Clan \| Enter the Wu-Tang (36 Chambers) \| – \| \| 42. Woche 1 Woche (insgesamt 4) \| 4 \| Tom Petty & the Heartbreakers \| Greatest Hits \| – \| \| 43.–45. Woche 3 Wochen \| 3 \| The Rolling Stones \| Hackney Diamonds \| – \| \| 46. Woche 1 Woche (insgesamt 4) \| 4 \| Taylor Swift \| 1989 \| – \| \| 47.–48. Woche 2 Wochen \| 2 \| Αναστασία / Anastasia \| Ευχή / Efhi \| – \| \| 49.–52. Woche 4 Wochen \| 4 \| Γιώργος Σαμπάνης / Giorgos Sabanis \| Λες και με ξέρεις / Les kai me xéris \| – \| |                                            |                                            |                                                     |                           |
| ← 2022 |                                            |                                            |                                                     | → 2024 →                  |
| Zeitraum | Wo. ges.                                   | Interpret                                  | Titel                                               | Zusätzliche Informationen |
| (Zeitraum, Wochen auf Platz eins, Interpret, Titel, zusätzliche Informationen) |                                            |                                            |                                                     |                           |
| 51. Woche 2022 – 1. Woche 2023 3 Wochen | 3                                          | Michael Jackson                            | Thriller (25th Anniversary Edition)                 | –                         |
| 2. Woche 1 Woche (insgesamt 6) | 6                                          | Taylor Swift                               | Midnights                                           | –                         |
| 3. Woche 1 Woche | 1                                          | Eagles                                     | Their Greatest Hits 1971–1975                       | –                         |
| 4.–5. Woche 2 Wochen | 2                                          | Måneskin                                   | Rush!                                               | –                         |
| 6.–8. Woche 3 Wochen (insgesamt 6) | 6                                          | Taylor Swift                               | Midnights                                           | –                         |
| 9.–11. Woche 3 Wochen | 3                                          | Kendrick Lamar                             | Damn                                                | –                         |
| 12.–13. Woche 2 Wochen | 2                                          | Nas                                        | Illmatic                                            | –                         |
| 14.–15. Woche 2 Wochen | 2                                          | Lana Del Rey                               | Did You Know That There’s a Tunnel Under Ocean Blvd | –                         |
| 16.–18. Woche 3 Wochen | 3                                          | Metallica                                  | 72 Seasons                                          | –                         |
| 19.–20. Woche 2 Wochen | 2                                          | Jimin                                      | Face                                                | –                         |
| 21. Woche 1 Woche | 1                                          | Taylor Swift                               | Reputation                                          | –                         |
| 22.–23. Woche 2 Wochen | 2                                          | Stray Kids                                 | 5-Star                                              | –                         |
| 24.–26. Woche 3 Wochen (insgesamt 4) | 4                                          | Taylor Swift                               | 1989                                                | –                         |
| 27.–28. Woche 2 Wochen | 2                                          | Stevie Ray Vaughan & Double Trouble        | Texas Flood                                         | –                         |
| 29. Woche 1 Woche (insgesamt 4) | 4                                          | Taylor Swift                               | Speak Now                                           | –                         |
| 30. Woche 1 Woche (insgesamt 2) | 2                                          | Wu-Tang Clan                               | Enter the Wu-Tang (36 Chambers)                     | –                         |
| Von Woche 31 bis 34 wurden keine Albumcharts veröffentlicht. |                                            |                                            |                                                     |                           |
| |                                            |                                            |                                                     |                           |
| 35.–36. Woche 2 Wochen | 2                                          | Τρύπες / Tripes                            | Μέσα στη νύχτα των άλλων / Mesa sti nyxta ton allon | –                         |
| 37.–39. Woche 3 Wochen (insgesamt 4) | 4                                          | Taylor Swift                               | Speak Now                                           | –                         |
| 40. Woche 1 Woche | 1                                          | Earl Sweatshirt                            | Some Rap Songs                                      | –                         |
| 41. Woche 1 Woche (insgesamt 2) | 2                                          | Wu-Tang Clan                               | Enter the Wu-Tang (36 Chambers)                     | –                         |
| 42. Woche 1 Woche (insgesamt 4) | 4                                          | Tom Petty & the Heartbreakers              | Greatest Hits                                       | –                         |
| 43.–45. Woche 3 Wochen | 3                                          | The Rolling Stones                         | Hackney Diamonds                                    | –                         |
| 46. Woche 1 Woche (insgesamt 4) | 4                                          | Taylor Swift                               | 1989                                                | –                         |
| 47.–48. Woche 2 Wochen | 2                                          | Αναστασία / Anastasia                      | Ευχή / Efhi                                         | –                         |
| 49.–52. Woche 4 Wochen | 4                                          | Γιώργος Σαμπάνης / Giorgos Sabanis         | Λες και με ξέρεις / Les kai me xéris                | –                         |